# Elisabeth Grübl
Elisabeth Grübl (* 19. Jänner 1961 in Tamsweg) ist eine österreichische Künstlerin.

## Leben und Werk
Elisabeth Grübl studierte von 1990 bis 1996 Bildhauerei bei Bruno Gironcoli an der Wiener Akademie der Bildenden Künste. Weitere Studien waren von 1998 bis 1999 an der Akademie der Bildenden Künste in Helsinki bei Lauri Antila und Oliver Whitehead; 1994 ein Wintersemester an der Hochschule für Bildende Künste in Hamburg bei Franz Erhard Walther und im August 1990 an der Sommerakademie in Salzburg bei Lauren Ewing.
Sie hat zahlreiche Einzel- und Gruppenausstellungen im In- und Ausland. Ihre Arbeiten umfassen Installationen im Innen- und Außenraum, Video-, Laser- und Soundarbeiten, Computeranimationen, interaktive Installationen, kontextbezogene Arbeiten, Konzepte, Fotos und Objekte.
Elisabeth Grübl lebt und arbeitet in Wien. Sie ist Mitglied der Vereinigung Bildender KünstlerInnen der Wiener Secession, so wie ihr Bruder, Manfred Grübl.

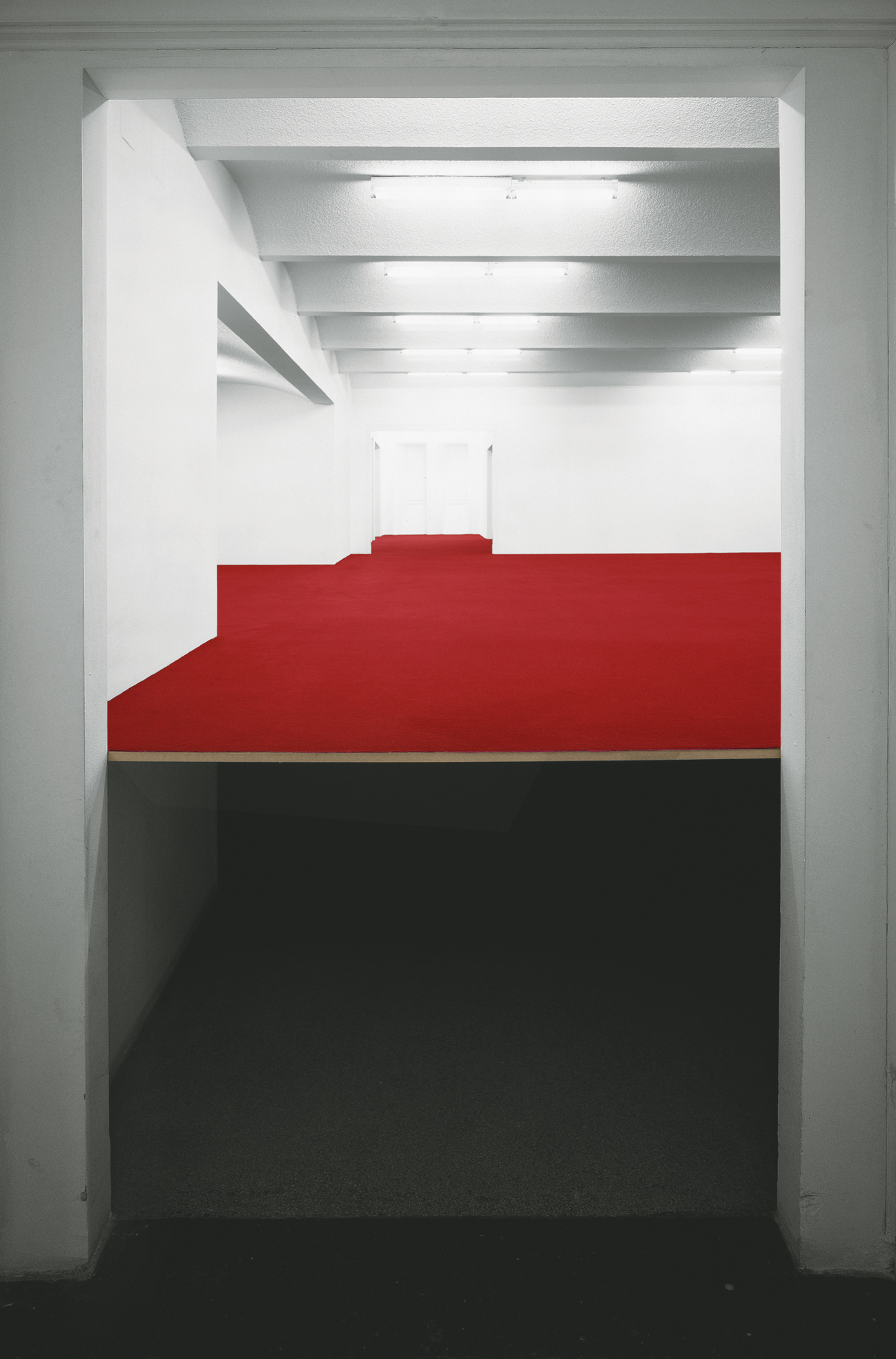
9000 Hz / Secession
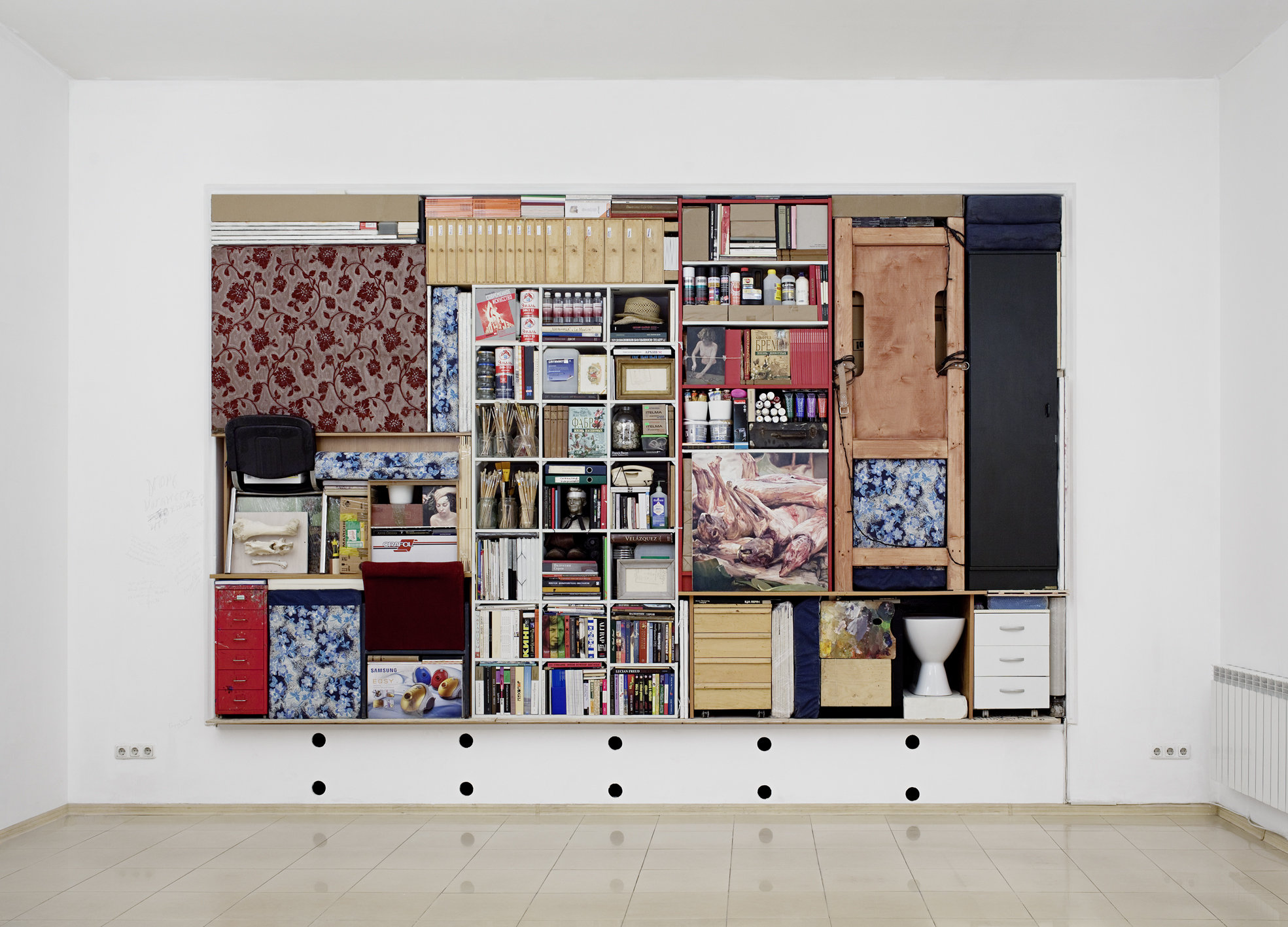
Studio # 22 Sergey Kalinin
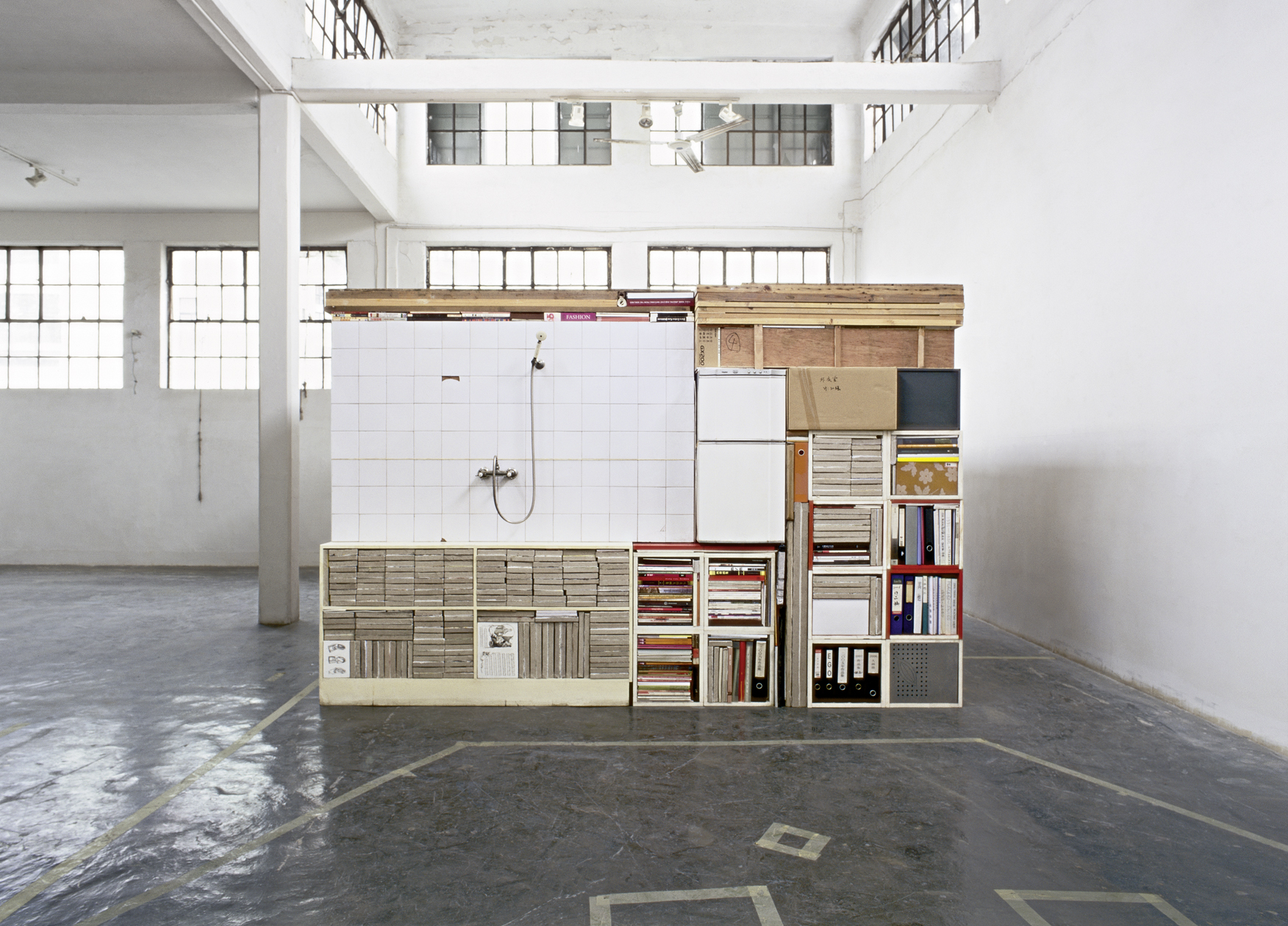
Studio # 10 Zhou Tiehai
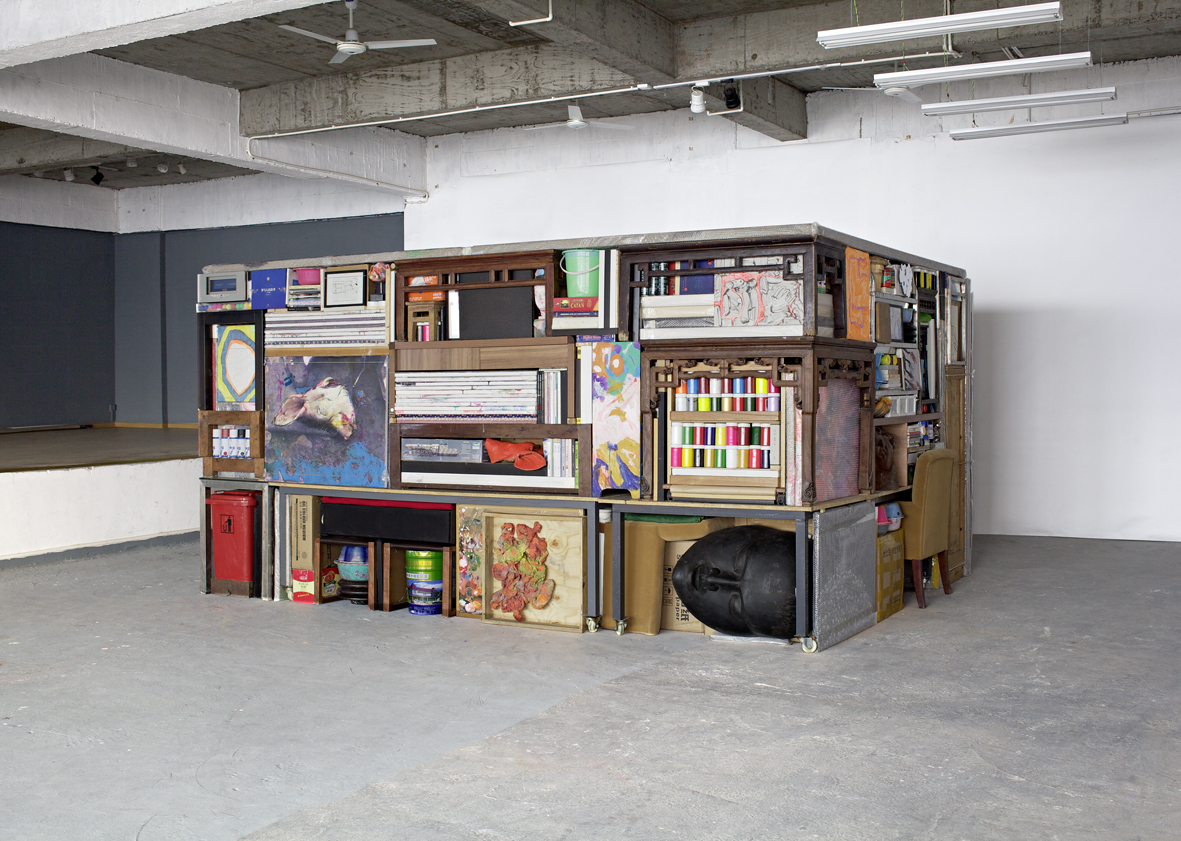
Studio # 21 Yang Shu
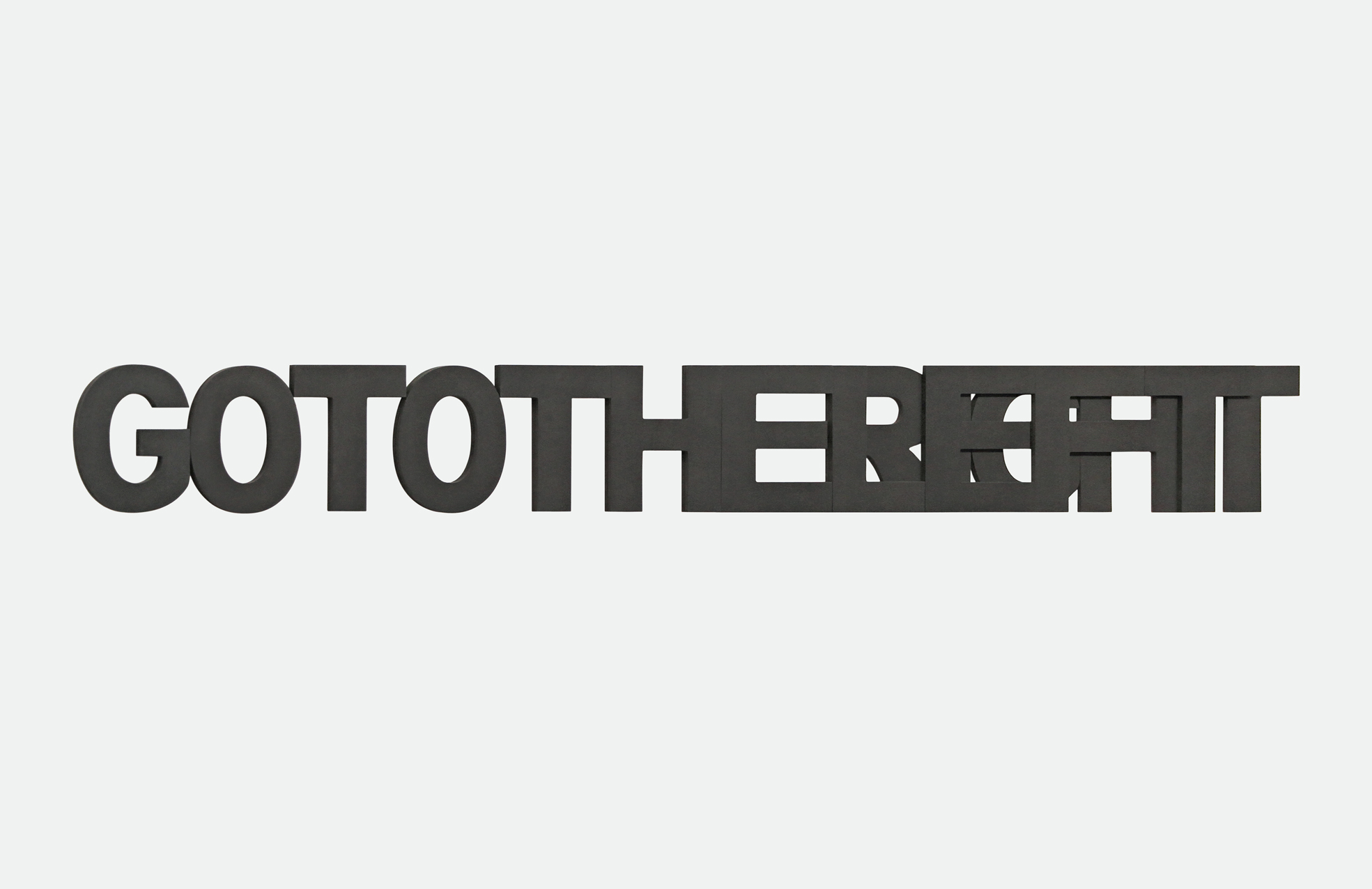
go to the left_go to the right

## Ausstellungen (Auswahl)
- 1994:	Experimente, Künstlerhaus Thurn&Taxis, Bregenz
- 1996:	Musee D’Histoire de la Ville de Luxembourg
- 1998:	9000	Hz, Installation, Secession, Wien
- 2000:	Kunst	im Flakturm, MAK, Wien
- 2000:	scanner, Laserinstallation, Kunsthalle Krems
- 2002:	ausgeträumt…, Secession, Wien
- 2004:	born to be a star, Künstlerhaus, Wien
- 2006:	grübl & grübl, Installationen, Dum Umeni, Art House, Budwei
- 2007:	Potention Dialog, RCM Art Museum, Nanjing
- 2008:	Hotelito San Rafael, Glasshill Projects, London
- 2008:	beyond stereo, Kunstraum Innsbruck
- 2009:	Oui nous avons vu le jour schoen, gemeinsam mit Franz Graf, Kunstraum Weikendorf
- 2010:	Between the lines, Made In Space, Shanghai
- 2013:	5 years of Austrian contemporary art made in China,	Ningbo Art Museum, Ningbo
- 2013:	Origo	(Am Nullpunkt des Standpunktes), Kunsthalle Exnergasse, Wien
- 2014:	He Gong and My Friends, A Thousand Plateaus Art Space, Chengdu
- 2015:	Between the lines_Moving stand still, Organhaus, Chongqing
- 2016:	SALÓ, Salzburger Kunstverein, Salzburg
- 2017: ba ≠ b+a, From the Collection of the City of Vienna, Wien Museum MUSA, Wien
- 2018:	Die neunziger Jahre, mobile Kunst im mobilen Markt,	Wien Museum MUSA, Wien
- 2018:	A Passenger, Salzburger Kunstverein, Salzburg
- 2019:	Kunst	und Leben jenseits des Zentrums, CCI Fabrika, Moskau
- 2019:	Discrete Austrian Secrets, The Galaxy Museum of Contemporary Art, Chongqing
- 2020: Common Ground, Stadtgalerie Museumspavillon, Salzburger Kunstverein, Salzburg
- 2021: Elisabeth Grübl, Roman Pfeffer, MAERZ Künstler- und Künstlerinnenvereinigung, Linz
- 2021: Elisabeth Grübl, Roman Pfeffer, Kunst im Traklhaus, Salzburg

## Öffentliche Sammlungen
- mumok – Museum moderner Kunst Stiftung Ludwig Wien
- MAK – Museum für angewandte Kunst Wien

## Auszeichnungen
- 1999: Preis für Neue Medien, Österreichisches Bundesministerium für Frauenangelegenheiten
- 2000: Staatsstipendium für Bildende Kunst, Österreich